# Катренко, Владимир Семёнович
Владимир Семёнович Катренко (род. 11 ноября 1956, Минеральные Воды, Ставропольский край, РСФСР, СССР) — российский государственный и политический деятель, с 2018 года — заместитель председателя Промсвязьбанка. Член Высшего совета партии «Единая Россия».

## Карьера
После прохождения службы в Вооруженных Силах СССР (1976—1978) работал в сфере транспорта: был водителем, механиком, начальником автоколонны, секретарём партийного комитета внешнеторгового объединения «Совтрансавто-Минводы».
В 1988—1993 годах — генеральный директор внешнеторгового объединения «Совтрансавто-Минводы».
В 1993 году избран депутатом Государственной думы I созыва (Кавминводский одномандатный избирательный округ № 54), член Комитета Государственной Думы по экономической политике.
В 1996—1999 годах — глава Минераловодской территориальной государственной администрации Ставропольского края.
В 1999 году избран депутатом Государственной думы III созыва (Кавминводский одномандатный избирательный округ № 53).
В 2000—2003 годах — председатель Комитета Государственной Думы по энергетике, транспорту и связи.
В 2003—2007 годах — заместитель Председателя Государственной думы IV созыва, первый заместитель руководителя фракции Всероссийской политической партии «Единая Россия» в Государственной Думе, председатель Комиссии Государственной думы по проблемам Северного Кавказа, член Национального антитеррористического комитета.
В 2007—2018 годах — аудитор Счётной Палаты Российской Федерации.
В настоящее время — заместитель председателя Промсвязьбанка.

## Образование
Окончил Ростовский институт инженеров железнодорожного транспорта (1985), Всесоюзный заочный юридический институт (1992).
В 1999 году защитил диссертацию на соискание учёной степени кандидата экономических наук по теме: «Экономические отношения регионального уровня и их проявление в интересах». А в 2003 году — диссертацию на соискание учёной степени доктора экономических наук по теме: «Системное реформирование электроэнергетики на региональном и местном уровнях: стратегии, концепции, механизмы».

## Награды
- Орден «За заслуги перед Отечеством» IV степени[7]
- Орден Почёта[8]
- Орден Дружбы[9]
- Благодарность Президента Российской Федерации[10]
- Премия Правительства Российской Федерации в области образования[11]

## Интересные факты
В 2005 году сообщил по телефону в пожарную часть г. Минеральные Воды Ставропольского края о том, что имеется возгорание частного дома по улице Кнышевского и оказывал помощь при тушении пожара, жертв удалось избежать п.